# Mesoplasma seiffertii
Mesoplasma seiffertii è una specie di batterio appartenente alla famiglia delle Entomoplasmataceae.